# Francis Seymour Haden
Francis Seymour Haden, född 16 september 1818, död 1 juni 1910, var en brittisk grafiker.
Haden verkade som kirurg i London. Han utbildade sig till grafiker huvudsakligen genom samvaro med sin svåger James McNeill Whistler och genom studier av Rembrandt. I sina många flod- och kustlandskap i kallnålsradering, utförda direkt inför motivet, visar Haden en impressionistisk skildringskonst av utsökt mjukhet. Haden utgav två arbeten om Rembrandt 1877 och 1895, jämte andra verk om konst. Haden är representerad vid bland annat Nationalmuseum.